# Dirka po Španiji 1975
Dirka po Španiji 1975 (špansko Vuelta a España 1975) je 30. izvedba dirke po Španiji, tritedenske moške cestne kolesarske etapne dirke. Začela se je 22. aprila v Fuengiroli in končala 11. maja v San Sebastiánu. Sodelovalo je 90 kolesarjev iz 9-ih ekip. Rumeno majico je prvič osvojil Agustín Tamames (Super Ser), drugo mesto Domingo Perurena, tretje pa Miguel María Lasa (oba Kas–Kaskol). Modro majico je osvojil Miguel María Lasa, zeleno majico Andrés Oliva (Kas–Kaskol), rdečo majico pa Fernando Mendes (Sporting Lisboa-Benfica).

## Ekipe
- Alsaver–Jeunet–de Gribaldy
- Coelima
- Frisol–G.B.C.
- IJsboerke–Colner
- Kas–Kaskol
- Magniflex
- Monteverde-Sanson
- Sporting Lisboa-Benfica
- Super Ser

## Etape
| Etapa | Datum     | Štart/Cilj                            | Razdalja | Tip     | Tip                  | Zmagovalec              |
| ----- | --------- | ------------------------------------- | -------- | ------- | -------------------- | ----------------------- |
| P     | 22. april | Fuengirola – Fuengirola               | 4,4 km   |         | posamični kronometer | Roger Swerts (BEL)      |
| 1     | 23. april | Marbella – Marbella                   | 78 km    |         |                      | Wilfried Wesemael (BEL) |
| 2     | 24. april | Málaga – Granada                      | 143 km   |         |                      | Miguel María Lasa (ESP) |
| 3     | 25. april | Granada – Granada                     | 179 km   |         |                      | Agustín Tamames (ESP)   |
| 4     | 26. april | Almería – Águilas                     | 178 km   |         |                      | Marino Basso (ITA)      |
| 5     | 27. april | Águilas – Murcia                      | 176 km   |         |                      | Luc Leman (BEL)         |
| 6     | 28. april | Murcia – Benidorm                     | 217 km   |         |                      | Marino Basso (ITA)      |
| 7     | 29. april | Benidorm – Benidorm                   | 8,3 km   |         | posamični kronometer | Miguel María Lasa (ESP) |
| 8     | 30. april | Benidorm – La Pobla de Farnals        | 217 km   |         |                      | Marino Basso (ITA)      |
| 9     | 1. maj    | La Pobla de Farnals – Vinaròs         | 157 km   |         |                      | Marino Basso (ITA)      |
| 10    | 2. maj    | Vinaròs – Cambrils                    | 173 km   |         |                      | Marino Basso (ITA)      |
| 11a   | 3. maj    | Cambrils – Barcelona                  | 151 km   |         |                      | Antonio Menéndez (ESP)  |
| 11b   | 3. maj    | Barcelona – Barcelona                 | 30.3 km  |         |                      | Marino Basso (ITA)      |
| 12    | 4. maj    | Palma de Mallorca – Palma de Mallorca | 181 km   |         |                      | Agustín Tamames (ESP)   |
| 13    | 5. maj    | Barcelona – Tremp                     | 189 km   |         |                      | Domingo Perurena (ESP)  |
| 14    | 6. maj    | Tremp – Formigal                      | 233 km   |         |                      | Agustín Tamames (ESP)   |
| 15    | 7. maj    | Jaca – Irache                         | 160 km   |         |                      | Agustín Tamames (ESP)   |
| 16    | 8. maj    | Irache – Urkiola                      | 150 km   |         |                      | Agustín Tamames (ESP)   |
| 17    | 9. maj    | Durango – Bilbao                      | 123 km   |         |                      | Donald Allan (AUS)      |
| 18    | 10. maj   | Bilbao – Miranda de Ebro              | 186 km   |         |                      | Hennie Kuiper (NED)     |
| 19a   | 11. maj   | Miranda de Ebro – Beasain             | 110 km   |         |                      | Julien Stevens (BEL)    |
| 19b   | 11. maj   | San Sebastián – San Sebastián         | 31,7 km  |         | posamični kronometer | Jesús Manzaneque (ESP)  |
|       | Skupaj    | Skupaj                                | 3104 km  | 3104 km | 3104 km              | 3104 km                 |

## Končna razvrstitev
| Legenda | Legenda                                    | Legenda | Legenda                          |
| ------- | ------------------------------------------ | ------- | -------------------------------- |
|         | Predstavlja vodilnega v skupnem seštevku   |         | Predstavlja vodilnega po točkah  |
|         | Predstavlja vodilnega v gorski razvrstitvi |         | Predstavlja vodilnega v šprintih |

### Rumena majica
| Poz. | Kolesar                   | Ekipa                   | Čas         |
| ---- | ------------------------- | ----------------------- | ----------- |
| 1    | Agustín Tamames           | Super Ser               | 88h 00' 56" |
| 2    | Domingo Perurena          | Kas–Kaskol              | + 14"       |
| 3    | Miguel María Lasa         | Kas–Kaskol              | + 33"       |
| 4    | Luis Ocaña                | Super Ser               | + 1' 34"    |
| 5    | Hennie Kuiper             | Frisol–G.B.C.           | + 2' 29"    |
| 6    | Fernando Mendes           | Sporting Lisboa-Benfica | + 5' 50"    |
| 7    | Giuseppe Perletto         | Magniflex               | + 5' 55"    |
| 8    | José Martins Freitas      | Coelima                 | + 6' 53"    |
| 9    | Santiago Lazcano          | Super Ser               | + 7' 26"    |
| 10   | Jesus Manzaneque          | Monteverde-Sanson       | + 7' 57"    |
| 11   | Antonio Martos Aguilar    | Kas–Kaskol              |             |
| 12   | José Madeira              | Sporting Lisboa-Benfica |             |
| 13   | Antonio Martins           | Sporting Lisboa-Benfica |             |
| 14   | Pedro Torres              | Super Ser               |             |
| 15   | Andrés Oliva              | Kas–Kaskol              |             |
| 16   | Ottavio Crepaldi          | Magniflex               |             |
| 17   | Manuel Esparza            | Monteverde-Sanson       |             |
| 18   | José Pesarrodona          | Kas–Kaskol              |             |
| 19   | Ventura Díaz              | Monteverde-Sanson       |             |
| 20   | Manuel Rego               | Coelima                 |             |
| 21   | Jos Borguet               | IJsboerke–Colner        |             |
| 22   | José Luis Abilleira       | Monteverde-Sanson       |             |
| 23   | José Nazabal Merendia     | Kas–Kaskol              |             |
| 24   | Joaquim Andrade           | Coelima                 |             |
| 25   | Antonio Menéndez Gonzalez | Kas–Kaskol              |             |